# 閻才人
閻才人（?—?），唐朝妃嬪，并州太原人。唐玄宗的才人。
父亲赠朝散大夫、忠王友阎力，母太原郡太夫人王氏，兄宁远将军、守左武卫中郎、上柱国阎义之。开元年间为才人，閻才人生唐玄宗第二十四子李玼和信成公主，閻才人早逝。开元二十八年（740年）八月初五日，母亲王氏出家太平观女道士，道号紫虚。天宝十三载（754年）正月廿四日，王紫虚去世。閻才人的外孙女、信成公主的女儿静乐公主独孤氏，在天宝四載（745年）嫁给了契丹松漠都督李怀节。